# كولن هيلي
كولن هيلي (بالإنجليزية: Colin Healy)‏ (14 مارس 1980 بكورك في جمهورية أيرلندا - ) هو لاعب كرة قدم أيرلندي في مركز الوسط. شارك مع منتخب جمهورية أيرلندا تحت 20 سنة لكرة القدم ومنتخب جمهورية أيرلندا لكرة القدم. أما مع النوادي، فقد لعب مع إيبسويتش تاون وبرادفورد سيتي وكوفنتري سيتي ونادي بارنسلي ونادي سلتيك ونادي سندرلاند ونادي فالكيرك ونادي كورك سيتي ونادي ليفينغستون لكرة القدم.

## وصلات خارجية
- كولن هيلي على موقع الاتحاد الدولي (مؤرشف)  (الإنجليزية)
- كولن هيلي على موقع قاعدة بيانات كرة القدم.إي يو (الإنجليزية)
- كولن هيلي على موقع ناشيونال فوتبول تيمز (الإنجليزية)
- كولن هيلي على موقع Soccerbase.com (لاعب) (الإنجليزية)